# Batiki
Batiki je jeden z ostrovů Fidži, který patří k souostroví Lomaiviti. Ostrov je sopečného původu, s rozlohou asi 12 km².
Počet obyvatel se pohybuje okolo 2000, převážná část z nich žije v pobřežních vesnicích. Živí se především zemědělstvím a rybolovem. Na ostrově se nenachází žádné letiště, jediný způsob dopravy je pomocí lodí a člunů.